# Prométhée (série télévisée)
Pour les articles homonymes, voir Prométhée (homonymie).
Production
Diffusion
Prométhée est une série télévisée franco-belge en six épisodes de 52 minutes réalisée par Christophe Campos d'après un scénario de Nicolas Jean, Claire Kanny, Fabien Adda et Solenn Le Priol, diffusée en Belgique sur RTL TVI depuis le 11 janvier 2023 et en France sur TF1 depuis le 16 mars 2023.
Cette fiction est une coproduction d'UGC Fiction, de TF1, de RTL TVI, de Be-FILMS et de la société belge Umedia,,,, réalisée avec la participation de Salto et le soutien du département des Landes.

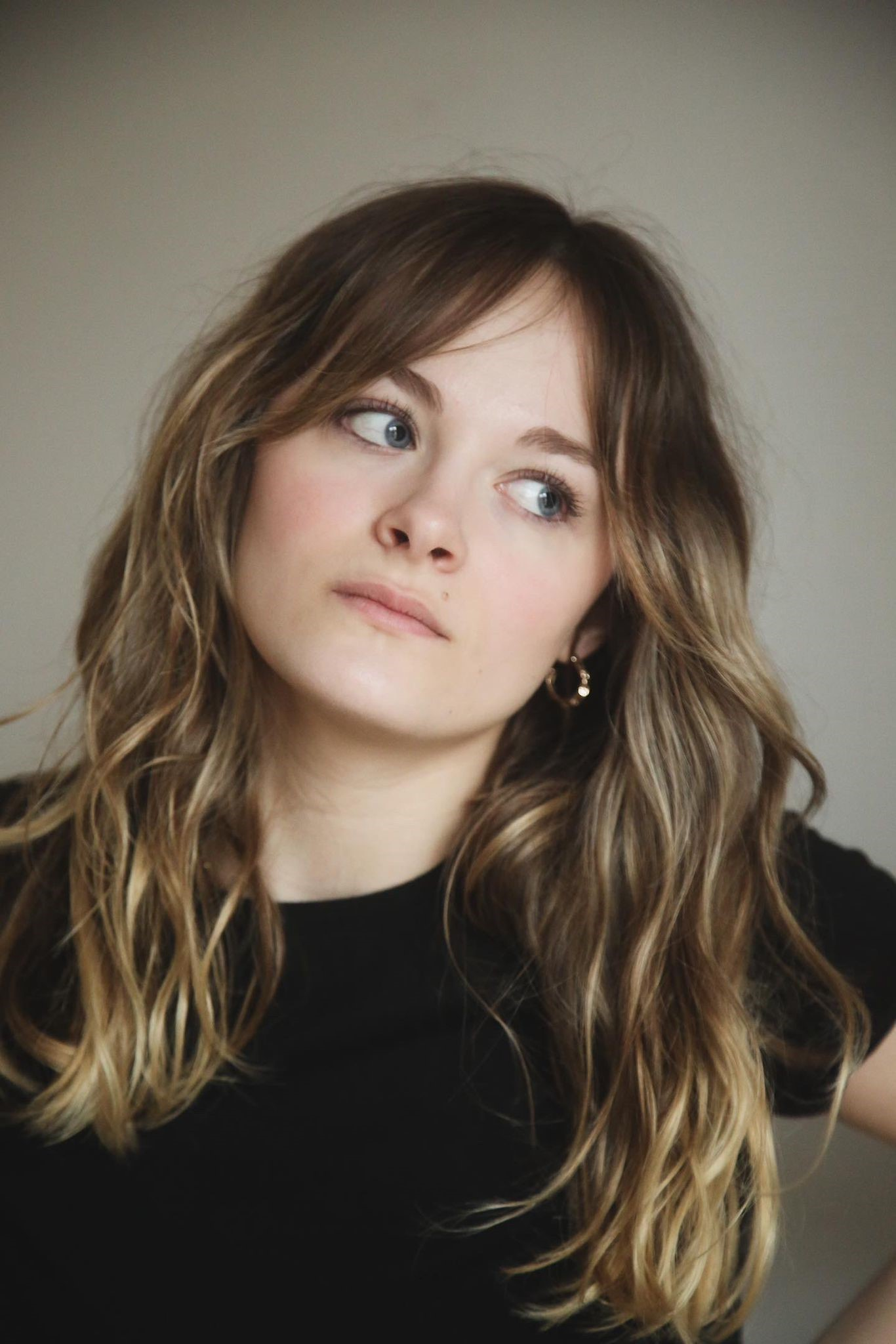
Fantine Harduin.

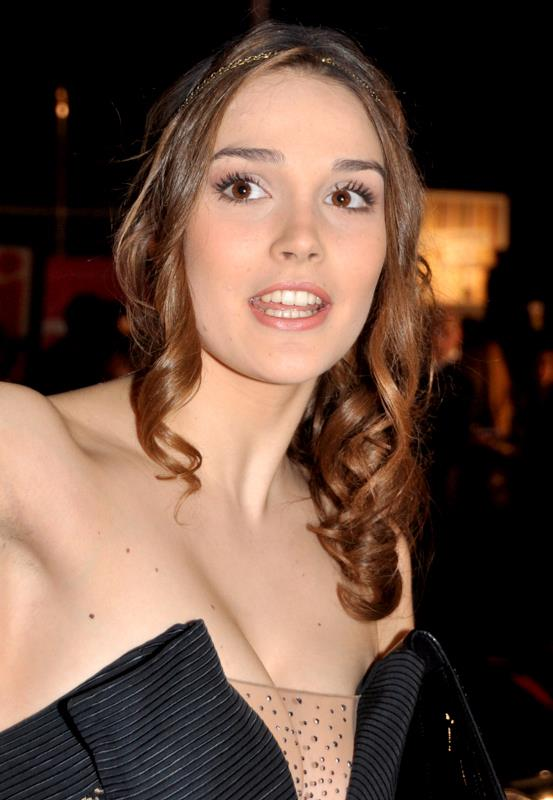
Camille Lou.

## Synopsis
Renversée par une voiture et sans aucune séquelle, une jeune fille ne se souvient de rien. La seule chose qu'elle sait est son prénom : Prométhée. Recueillie par ceux qui l'ont renversée, elle commence à avoir des visions violentes relatant une scène de crime dont le meurtrier est en fuite. Est-elle témoin ou coupable du meurtre ? En tous cas, Prométhée semble dotée de capacités physiques et psychiques surprenantes.

## Distribution

### Prométhée et sa famille d'accueil
- Fantine Harduin : Prométhée / Anya
- Marie-Josée Croze : Caroline Lasset, proviseure du lycée
- Thomas Jouannet : Charles Lasset, médecin à l'Hôpital Intercommunal des Landes
- Aymeric Fougeron : Hugo Lasset, le fils de Caroline et Charles, petit ami de Vanessa

### Police
- Camille Lou : Élise Kirvin, capitaine de police
- Samy Seghir : Elias Amrani
- Salomé Diénis Meulien : Sophie Guerrin
- Julie Farrenc-Deramond : Audrey Cohen, la légiste

### Famille Clairmont
- Odile Vuillemin : Marie Clairmont, psychologue à l'Hôpital Intercommunal des Landes
- Anthony Goffi : William Clairmont, le fils de Marie

### Famille Vasseur
- Lalie Lou Dessalle : Léa Vasseur
- Sébastien Boissavit : Paul Vasseur, le père de Léa
- Johanna Genet : Christine Vasseur, la mère de Léa

### Famille Quentric
- Valentine Bouzats : Julie Quentric, la violoncelliste
- Olivia Lancelot : Michèle Quentric, la mère de Julie
- Malvin Cortet : Yann Quentric, le frère de Julie

### Lycée
- Margot Heckmann : Vanessa Kirvin, la sœur d'Élise
- Xavier Robic : Henri Clerval, le prof de philo
- Bakary Diombera : Félix, le copain d'Hugo
- Hiba Bennani : Safie, la copine de Vanessa

### Autres personnages
- Lisa Kato : Manon Dufresne, la jeune plongeuse spécialiste de l'apnée
- Maxime Dambrin : Samuel Krempe, le patron du funérarium
- Frédéric Kneip : Jean Salinoc, de la société Orknet
- Whitney Touré : Inkmattaz
- Elena Hoyer : Amélie Franck, meilleure amie de Lea Vasseur
- Clair Jaz : hypnothérapeute

## Production

### Genèse et développement
La série est créée par Nicolas Jean et Claire Kanny,,,,. Le scénario est de Nicolas Jean, Claire Kanny, Fabien Adda et Solenn Le Priol, avec la contribution de Christophe Campos,,.

### Attribution des rôles
La jeune Prométhée est interprétée par Fantine Harduin, une actrice belge de 17 ans originaire de Mouscron qui a tourné son premier long métrage à l'âge de 9 ans seulement et qui, depuis, a joué avec Kev Adams, Michel Blanc, Isabelle Huppert, Mathieu Kassovitz, Jean-Louis Trintignant et Romain Duris,.
Selon le magazine Télépro, le réalisateur de Prométhée raconte que Fantine Harduin lui est apparue comme une évidence : quand il a vu le casting, il a dit « C'est elle ! On dirait une elfe qui sort de la forêt ! ». La jeune actrice précise au magazine : « Je ne le connaissais pas. Je ne savais pas que ce serait pour TF1. J'ignorais que c'était le rôle principal. Je n'avais aucune idée du scénario. On m'avait juste donné quelques scènes à faire. Je les ai tournées moi-même, chez moi, à Mouscron ».
Quand Proximus lui demande son avis sur la série, Fantine Harduin répond « Il y a un côté science-fiction, ce qui est assez rare en France, donc je trouvais ça assez osé. Personnellement j'adore le genre de l'horreur, de la science-fiction, donc j'étais extrêmement fière d'apporter ça en France. Le rôle de Prométhée est également passionnant, avec beaucoup de scènes fortes. C'est un rôle principal donc c'était très intéressant pour moi aussi. Christophe Campos m'a présenté le scénario lors d'un diner et j'ai directement accepté ».
Camille Lou interprète le rôle de la capitaine Élise Kirvin dans la série. À Proximus qui lui demande ce qui lui a plu dans ce projet, l'actrice précise « Avant tout, j'adore le fantastique. Après, j'ai aimé que TF1 prenne des risques. J'ai trouvé ça très audacieux de leur part de mettre en avant ce genre de programme. Et puis j'adorais le rôle. J'aime ce côté "jeune femme qui a grandi seule, qui s'est élevée seule" dans mon personnage. Elle s'en sort grâce à son prisme personnel, ses propres règles, mais elle va rapidement comprendre qu'elle est obligée de demander de l'aide ».
Quand Proximus lui demande son avis sur la jeune actrice belge Fantine Harduin qui occupe le rôle principal, Camille Lou répond : « Quand je l'ai rencontrée, j'ai remarqué qu'on avait un peu les mêmes mécanismes. Elle m'a rappelé les moments où j'ai commencé, surtout lors de nos discussions. On a la même sensibilité. Je l'ai trouvée vraiment exceptionnelle. Elle délivre une vraie performance dans la série. C'est une très bonne actrice mais aussi et surtout une très bonne personne ».

### Tournage
Le tournage de la série se déroule à partir du 18 janvier 2022 dans le Sud-Ouest de la France, notamment à Contis, Dax, Mimizan, Soustons, Seignosse et Hossegor dans le département des Landes, ainsi que dans le département des Pyrénées-Atlantiques, à l'ancienne clinique d'Oloron-Sainte-Marie et au stade nautique de Pau,,,.
Répondant à Jean-Marc Verdrel, du site Coulisses.tv, qui lui demande comment s'est passé le tournage, Camille Lou répond « J'en conserve un super souvenir. Nous avons tourné dans les Landes et sur la côte. La lumière, qui y est formidable, apporte une ambiance particulière. L'équipe était géniale et nous avons beaucoup ri durant ce tournage très joyeux. Christophe Campos est un chef d'orchestre génial, tout comme peut l'être Alexandre Laurent dans un genre très différent. Et j'ai retrouvé avec plaisir une partie de l'équipe technique que j'avais rencontrée lors d'un précédent film. Nous étions tous sur la même longueur d'onde. C'est aussi ce qui fait la force d'un projet »

### Fiche technique
Sauf indication contraire, les informations mentionnées dans cette section peuvent être confirmées par la base de données cinématographiques Allociné,  présente dans la section « Liens externes ».
- Titre français : Prométhée
- Genre : drame fantastique[15]
- Production : Franck Calderon[15]
- Sociétés de production : UGC Fiction, TF1, RTL TVI, Be-FILMS et Umedia[1],[3],[5]
- Réalisation : Christophe Campos[1],[3],[5],[6]
- Scénario : Nicolas Jean, Claire Kanny, Fabien Adda et Solenn Le Priol, avec la contribution de Christophe Campos[1],[3],[5],[15]
- Musique : Jérôme Bensoussan, David Gubitsch
- Décors : Franck Benezech
- Costumes : Elise Bouquet, Reem Kuzayli
- Photographie : Bruno Romiguière
- Premier assistant réalisateur : Jean-Sébastien Viguié
- Son : Karim Belfitah
- Montage : Joël Bochter
- Sound design : Jean-François Viguié
- Maquillage : Agnès Morlhigem
- Pays de production :  France /  Belgique
- Langue originale : français
- Format : couleur
- Nombre de saisons : 1
- Nombre d'épisodes : 6
- Durée : 52 minutes
- Dates de première diffusion :
  - Belgique : 11 janvier 2023[16],[17]
  - France : 16 mars 2023 sur TF1

## Épisodes

### Premier épisode
Par une nuit d'orage, une jeune fille nue court dans l'immense forêt des Landes. Affolée, elle traverse une route et se fait renverser par la voiture de Charles et Caroline Lasset. La jeune fille est transportée à l'hôpital mais elle est incapable de donner son nom, son adresse ou le numéro de téléphone de sa famille. Elle est amnésique et ne se souvient de rien sauf de son prénom : Prométhée.
L'Hôpital Intercommunal des Landes, où Charles est médecin, constate que Prométhée n'a absolument aucune séquelle de son accident : elle ne présente ni lésion, ni fracture, ni traumatisme, ni égratignure, et aucun signe d'agression sexuelle.
Dans sa chambre d'hôpital, Prométhée est interrogée par Elias Amrani, de la police, qui commence une enquête pour retrouver sa famille : mais le policier a comme seuls indices ce prénom peu courant et un étrange tatouage de méduse sur l'avant-bras de la jeune fille.
Alors qu'on lui fait passer un scanner, Prométhée a soudain une vision très violente du meurtre d'une jeune fille, assassinée à coups de pierre.
Lors de son entrevue au commissariat avec Elias, elle réalise un dessin inquiétant représentant le mur de béton ensanglanté et marqué de traces de mains aperçu dans sa vision, mais elle le cache au jeune policier, dont l'enquête patine. Les empreintes de Prométhée ne sont pas fichées, personne n'a signalé sa disparition et elle ne figure pas dans les dossiers d'enfants disparus : c'est comme si Prométhée n'existait pas.
À l'hôpital, la psychologue Marie Clairmont est chargée de réaliser un bilan pour s'assurer que Prométhée ne simule pas son amnésie. Peu après, dans sa chambre, la jeune fille a de nouvelles visions qu'elle s'empresse de dessiner dans un carnet à dessin que lui a donné la psy : une maison, des grilles, une cabane de jardin, une balançoire et une boîte à souvenirs. Prométhée quitte l'hôpital pour parcourir les rues de la ville, ses dessins à la main, dans l'espoir de retrouver la maison et le jardin qu'elle a dessinés.
À la suite de la disparition de Prométhée, Elias fait venir sa supérieure Élise Kirvin à l'hôpital : la capitaine de police trouve dans le carnet le dessin du mur de béton ensanglanté que la jeune fille n'avait pas montré à Elias. Stupéfaite, elle fonce au commissariat et constate que ce mur figure sur une des photos du dossier du meurtre de Léa Vasseur, une jeune fille assassinée deux mois plus tôt.
Dans l'intervalle, Prométhée, guidée par une nouvelle vision, retrouve la maison de ses dessins. Espérant y retrouver ses parents, elle y pénètre et montre ses dessins aux occupants de la maison, qui ne sont autres que Paul et Christine Vasseur, les parents de Léa. Paul Vasseur, stupéfait, l'amène au salon et lui montre un dessin identique réalisé jadis par sa fille. Guidée à nouveau par sa vision, Prométhée se dirige vers le fond du jardin, creuse à mains nues sous les yeux ébahis des parents de Léa et déterre une boîte contenant des objets personnels de Léa, dont des photos Polaroïd de Léa dénudée et une minuscule clé dorée.

### Deuxième épisode
Paul et Christine Vasseur appellent Élise Kirvin, qui est chargée de l'enquête sur le meurtre de leur fille. Élise questionne Prométhée sur la similitude entre son dessin et le mur ensanglanté de la scène de crime de Léa Vasseur mais Prométhée ne peut fournir aucune explication. Quand Élise questionne Paul et Christine sur les photos et la petite clé dorée, le petit frère de Léa leur apprend que cette clé ouvre le pendentif que Léa portait au cou et qui contenait le nom, gardé secret, de son amoureux.
L'administration veut placer Prométhée en foyer d'accueil à Bordeaux, à 100 km de là, mais Élise Kirvin tient à garder ce témoin sous la main et cherche un logement temporaire situé tout près. La psychologue Marie Clairmont suggère qu'elle soit hébergée par Charles et Caroline Lasset, ce qui provoque la jalousie de Vanessa, sœur d'Élise et petite amie d'Hugo Lasset.
La capitaine fait exhumer le cercueil de Léa pour retrouver son pendentif et identifier celui qui est peut-être son assassin mais le cercueil ne contient que de la terre. L'analyse des images de vidéosurveillance des environs du funérarium révèle à Élise Kirvin et Elias Amrani que Samuel Krempf, le patron du funérarium, a sorti clandestinement un corps de son établissement la nuit précédant l'enterrement de Léa.
Prométhée apprend d'une amie de Léa que la tatoueuse qui a réalisé la méduse qu'elle porte au bras sera présente lors d'une soirée en boîte. La tatoueuse lui affirme qu'elle ne l'a jamais eue comme cliente mais qu'elle a fait une méduse semblable à une fille spécialiste de la plongée en apnée. Prométhée se rend à la piscine municipale et identifie cette plongeuse sur les photos affichées. Vanessa la suit, la provoque et la pousse à l'eau mais, entraînée par elle, découvre une vision d'horreur : sous l'eau, le corps de Prométhée est couvert de cicatrices comme si elle était recousue de toutes parts.

### Troisième épisode
Accompagnée de Hugo et de Félix, Prométhée fait ses débuts au lycée dont Caroline Lasset est la proviseure.
Pendant ce temps, le médecin à qui Charles Lasset a demandé d'analyser le sang retrouvé sur le pare-brise de sa voiture n'arrive même pas à déterminer le groupe sanguin : le sang n'est pas celui de Prométhée, les résultats sont instables et l'échantillon est inexploitable.
La capitaine Élise Kirvin vient interroger la jeune fille au lycée et lui montre plusieurs photos de victimes dont celle de Manon Dufresne, la plongeuse spécialiste de l'apnée morte noyée qui portait à l'avant-bras le même tatouage de méduse que Prométhée : Élise demande à Prométhée de lui montrer son tatouage et Caroline constate avec stupeur que le poignet de la jeune fille est intact alors qu'elle y a vu des cicatrices le matin avant de quitter la maison. De retour à la maison des Lasset, Prométhée se coule un bain et fait un test d'apnée d'une durée stupéfiante, durant lequel elle a une vision violente de la mort de Manon Dufresne, comme naguère avec Léa Vasseur.
Entretemps, la police fait une descente chez la mère d'accueil de Samuel Krempe, le patron du funérarium, et découvre ce dernier inconscient après une tentative de suicide. La police apprend que Krempe ne pouvait pas avoir couché avec ses jeunes victimes car il est gay, qu'il était très perturbé et avait recherché et retrouvé sa mère biologique, Joceline Médard. Sur le terrain de cette dernière, les enquêteurs retrouvent de nombreux sacs poubelles enterrés, qui contiennent les cadavres découpés en morceaux d'au moins trois jeunes filles.
Un soir, Safie organise une soirée à laquelle elle invite tout le monde même Prométhée. Lors de la soirée, Vanessa pousse Prométhée dans la piscine, dans l'espoir de montrer à tous les cicatrices qu'elle avait vues dans l'eau de la piscine du "Stade nautique" : mais rien ne se produit, Vanessa se met tous ses amis à dos et devient l'objet d'un violent bashing sur les réseaux sociaux.
Prométhée retrouve Hugo en haut du phare : il la serre dans ses bras et, sous le coup de l'émotion, les cicatrices réapparaissent sur le visage et sur les mains de la jeune fille. De stupeur, Hugo recule et tombe dans le vide mais Prométhée le rattrape et le ramène sur la plateforme du phare avec une force surhumaine.

### Quatrième épisode
La police organise une confrontation à l'hôpital entre Krempe et Prométhée : le thanatopracteur n'en croit pas ses yeux et crie au miracle mais la jeune fille n'apprend rien de plus sur ses origines.
Les légistes ayant retrouvé le pendentif de Léa Vasseur parmi les restes humains exhumés chez la mère de Krempe, ils découvrent le nom gardé secret de son amoureux : Humbert. Mais une enquêtrice comprend que Léa était passionnée de littérature et que Humbert n'est donc pas le prénom de son amant mais bien son surnom, tiré du roman Lolita de Nabokov. Élise et Elias retrouvent le livre dans la chambre de Léa et l'analyse graphologique de la dédicace "À ma Lolita" révèle que Humbert n'est autre que le prof de philo du lycée, Henri Clerval.
Lorsque Hugo lui montre une vidéo d'une des victimes, la violoncelliste Julie Quentric, Prométhée a une fois de plus une vision de mort. Hugo et Prométhée sont reçus par la mère et le frère de Julie. Apercevant l'instrument de la jeune femme disparue, Prométhée demande l'autorisation d'essayer d'en jouer. Elle y réussit tellement bien qu'elle arrache des larmes au frère de Julie et que Madame Quentric conclut : « Ce n'est pas toi qui jouait, c'était Julie ».
Interrogé par Élise et Elias, Krempe les met sur la piste d'un camion frigorifique dans lequel 25 migrants sont morts d'asphyxie à Sarron. Les policiers découvrent que l'un des fossoyeurs s'est laissé soudoyer pour soustraire et livrer un des cadavres. Cuisiné par les deux policiers qui lui soumettent les photos des cadavres des migrants, le fossoyeur identifie le cadavre subtilisé : c'est Prométhée !

### Cinquième épisode
Audrey, la légiste, confirme que les trois corps découpés en morceaux sont bien ceux de Léa, Manon et Julie et qu'aucune, hormis Léa, n'a été assassinée. Elle confirme également que la jeune migrante ukrainienne (surnommée Anya par les enquêteurs) dont la photo est identique à celle de Prométhée est bien morte asphyxiée et n'a pas non plus été assassinée.
Elle explique aux policiers qu'il manque les bras et les jambes de Manon, le buste de Léa, les mains de Julie et la tête d'Anya : horrifié, Elias se rend compte que l'auteur des faits a reconstitué un corps entier.
Sur ces entrefaites, Vanessa fait une tentative de suicide et est sauvée de justesse par sa sœur et par Charles Lasset, qui la fait admettre à l'Hôpital Intercommunal des Landes.
De leur côté, Elias et sa collègue Sophie interrogent Henri Clerval, le prof de philo du lycée, sur ses relations supposées avec sa Lolita, Léa Vasseur, mais il nie en bloc.
Pendant ce temps, dans une clinique clandestine installée près de la plage quelque part dans les Landes, Marie Clairmont soigne son fils William qui est atteint d'une leucémie à un stade très avancé.
Charles Lasset organise à l'hôpital une séance d'hypnothérapie avec Prométhée afin qu'elle retrouve la mémoire. Mais cela tourne très mal : Prométhée a une vision très violente de la mort de Léa Vasseur, assassinée à coups de pierre par Henri Clerval, et elle s'enfuit, choquée. Vanessa l'aperçoit dans les couloirs de l'hôpital, suivie par Henri Clerval qui avait été informé de la séance d'hypnothérapie par Caroline Lasset. Prométhée monte sur les toits de l'hôpital où elle est rejointe par Clerval qui se rend compte que la jeune fille a tout compris et la menace d'un revolver. Vanessa surgit sur les toits et commence à filmer la scène avec son smartphone. Clerval tire sur Prométhée mais la jeune mutante se relève, extrait la balle de son corps, encaisse sans broncher deux autres balles de revolver, fait écran de son corps pour sauver Vanessa et jette Clerval en bas de l'immeuble avec une force inouïe.
Prométhée s'enfuit et se réfugie dans le bureau de Charles Lasset où elle échange son pull ensanglanté contre un sweat à capuche. Arrivés sur le toit, Élise et Elias trouvent Vanessa en état de choc : elle affirme que Clerval a déboulé sur le toit et s'est jeté dans le vide, et que personne d'autre n'était présent sur le toit. Mais Elias trouve sur le sol des balles écrasées qui démontrent un impact et ne croit pas une seconde en la version de la sœur d'Élise.
Sur ces entrefaites, Marie Clairmont, revenue par hasard à l'hôpital, comprend très vite la situation et exfiltre Prométhée vers son bunker médicalisé, où elle lui explique qu'elle l'a conçue pour être un remède capable de sauver William de sa leucémie.
Charles Lasset retrouve le pull ensanglanté dans la poubelle de son bureau et fait analyser le sang. Le résultat est stupéfiant : il y a trois groupes sanguins différents, ainsi que des similitudes avec le sang de Prométhée et celui du pare-brise. Ses recherches sur internet l'amènent à une société, Orknet, qui a travaillé sur la régénération du corps humain par une recomposition de sa formule sanguine.
Dans sa clinique clandestine, Marie Clairmont explique à Prométhée que son sang recombiné a déjà sauvé William une première fois, mais qu'elle en a à nouveau besoin car l'état de son fils se dégrade à nouveau. Prométhée a une vision très nette de son corps recousu et des écrans affichant les données biologiques d'Anya, Julie, Manon et Léa et elle s'enfuit une nouvelle fois dans la forêt landaise.

### Sixième épisode
Charles Lasset rend visite à la société Orknet qui reconnaît avoir travaillé sur un projet visant à produire des humains augmentés capables de guérir seuls de leurs blessures, avec des cellules en mesure de se régénérer. Mais ces travaux ont été arrêtés pour des raisons éthiques : pour produire un ADN capable de produire les effets désirés, il aurait fallu en mélanger plusieurs provenant de plusieurs personnes, donc assembler plusieurs corps pour produire une sorte de puzzle humain. Le projet était dirigé par une des meilleures spécialistes en génétique moléculaire, qui a démissionné après l'arrêt du projet et a changé de vie pour devenir psy : Marie Clairmont.
Entretemps, la légiste signale à Élise que les lésions de Clerval ne correspondent pas à sa chute : il a le thorax explosé comme s'il s'était pris un bus en pleine poitrine avant de tomber.
Marie s'était procuré, avec l'aide de Samuel Krempe, le corps de 4 jeunes filles de l'âge de son fils William pour recombiner 4 ADN différents afin d'obtenir un cinquième génome réunissant les caractéristiques nécessaires pour combattre la maladie de William. Elle a eu besoin de 52 heures d'opération pour l'assemblage des corps et elle a utilisé le sang de Prométhée pour guérir son fils mais elle n'avait pas prévu que la jeune Prométhée se réveillerait. Ni que William allait tomber à nouveau malade.
Charles retrouve Prométhée dans les bois et la ramène à la maison : alors qu'elle se repose, la jeune fille voit en rêve William qui la supplie de l'aider car il va mourir. Elle emprunte alors le scooter de Vanessa pour rejoindre la clinique clandestine.
Pendant ce temps, Charles fouille la maison de Marie et trouve les documents relatifs à l'acquisition de l'entrepôt.
Marie installe Prométhée et lance une nouvelle opération de transfusion mais celle-ci échoue et la scientifique perd les deux adolescents. Arrivé sur les lieux, Charles la trouve effondrée dans un coin de son labo. Mais alors qu'il l'interroge, les écrans se rallument et les deux jeunes gens reviennent à la vie : le sang de Prométhée l'a emporté sur la maladie de William.
Charles annonce à Marie qu'il a prévenu les secours et qu'elle a 10 minutes pour faire ses adieux à son fils, car ce qu'elle a fait est totalement illégal. Marie, en pleurs, s'enfuit en voiture et croise les secours qui arrivent.
William se réveille dans l'ambulance qui l'emmène et réclame sa mère. Doté maintenant des mêmes capacités physiques surhumaines que Prométhée, il neutralise l'ambulancier, se jette hors de l'ambulance et rejoint la clinique clandestine en courant à une vitesse stupéfiante. Blessé, William se regarde dans le miroir et constate que ses blessures sont déjà en train de s'effacer : il a hérité des capacités de régénération de Prométhée. Il doit maintenant retrouver sa mère…

## Accueil

### Audiences et diffusion

#### En Belgique
En Belgique, la série est diffusée les mercredis vers 20 h 30 sur RTL TVI par salve de deux épisodes du 11 au 25 janvier 2023,,.
Les deux derniers épisodes sont diffusés très tard, en fin de soirée, et leurs chiffres d'audience sont insuffisants (moins de 89 700) pour figurer dans le tableau de chiffres d'audience publié quotidiennement par le site de mesure d'audience CIM.be.
| Épisode              | Diffusion                | Diffusion            | Audience moyenne          | Audience moyenne | Réf.   |
| Épisode              | Jour                     | Horaire              | Nombre de téléspectateurs | Classement       | Réf.   |
| -------------------- | ------------------------ | -------------------- | ------------------------- | ---------------- | ------ |
| 1                    | Mercredi 11 janvier 2023 | 20 h 30 - 21 h 25    | 171 040                   | 2e               | [ 18 ] |
| 2                    | Mercredi 11 janvier 2023 | 21 h 25 - 22 h 20    | 171 040                   | 2e               | [ 18 ] |
| 3                    | Mercredi 18 janvier 2023 | 20 h 30 - 21 h 25    | 156 001                   | 2e               | [ 20 ] |
| 4                    | Mercredi 18 janvier 2023 | 21 h 25 - 22 h 20    | 156 001                   | 2e               | [ 20 ] |
| 5                    | Mercredi 25 janvier 2023 | 22 h 15 - 23 h 15    | n/a                       |                  | [ 19 ] |
| 6                    | Mercredi 25 janvier 2023 | 23 h 15 - 00 h 10    | n/a                       |                  | [ 19 ] |
|                      |                          |                      |                           |                  |        |
| Moyenne de la saison | Moyenne de la saison     | Moyenne de la saison | 163 521                   |                  |        |

- Les plus hauts chiffres d'audience
- Les plus bas chiffres d'audience

#### En France
En France, la série est diffusée les jeudis vers 21 h 10 sur TF1 par salve de deux épisodes du 16 au 30 mars 2023.
| Épisode              | Diffusion            | Diffusion            | Audience moyenne          | Audience moyenne                       | Audience moyenne         | Audience moyenne | Réf.   |
| Épisode              | Jour                 | Horaire              | Nombre de téléspectateurs | Part de marché (sur les 4 ans et plus) | Part de marché (FRDA-50) | Classement       | Réf.   |
| -------------------- | -------------------- | -------------------- | ------------------------- | -------------------------------------- | ------------------------ | ---------------- | ------ |
| 1                    | Jeudi 16 mars 2023   | 21 h 10 - 22 h 05    | 3 889 000                 | 18,7 %                                 | 21,4 %                   | 1er              | [ 21 ] |
| 2                    | Jeudi 16 mars 2023   | 22 h 05 - 23 h 00    | 3 183 000                 | 19,3 %                                 | 21,4 %                   | 1er              | [ 21 ] |
| 3                    | Jeudi 23 mars 2023   | 21 h 10 - 22 h 05    | 3 055 000                 | 14,9 %                                 | 15,3 %                   | 2e               | [ 22 ] |
| 4                    | Jeudi 23 mars 2023   | 22 h 05 - 23 h 00    | 2 541 000                 | 16,5 %                                 | 15,3 %                   | 2e               | [ 22 ] |
| 5                    | Jeudi 30 mars 2023   | 21 h 10 - 22 h 05    | 3 284 000                 | 16,4 %                                 | 14,8 %                   | 1er              | [ 23 ] |
| 6                    | Jeudi 30 mars 2023   | 22 h 05 - 23 h 00    | 2 934 000                 | 19,1 %                                 | 14,8 %                   | 1er              | [ 23 ] |
|                      |                      |                      |                           |                                        |                          |                  |        |
| Moyenne de la saison | Moyenne de la saison | Moyenne de la saison | 3 148 000                 | 17,5 %                                 | 17,2 %                   |                  | [ 24 ] |

- Les plus hauts chiffres d'audience
- Les plus bas chiffres d'audience

### Accueil critique
Alexandre Letren, du site VL-Media, est élogieux : « Le résultat est très réussi […] Portée par un casting très réussi, à commencer par la jeune héroïne qui donne son nom à la série, Fantine Harduin incroyable de bout en bout, Prométhée déroule avec un vrai sens du rythme sa narration pour présenter un univers nouveau ».
Pour Lenny Verhelle, du magazine Ciné-Télé-Revue, « ce polar surnaturel sur fond de drame familial s'impose comme la première bonne surprise de l'année. Si le postulat de départ reste assez classique (une enquête sur fond de quête identitaire), l'intrigue, bien ficelée et pleine de mystère, se révèle très vite addictive ». Verhelle souligne que la série est emmenée par une jeune actrice belge de 17 ans à peine, Fantine Harduin, déjà remarquée dans le drame familial « L'Absente », avec Thibault de Montalembert.
Pour David Hainaut, du magazine Moustique, cette « série addictive, qui baigne entre thriller et fantastique » est un projet audacieux qui confirme « de nouvelles perspectives dans la fiction française ».

### Distinction
La série Prométhée est projetée en avant-première le 27 octobre 2022, lors de l'ouverture du 6e Festival international du film fantastique de Menton et y remporte plusieurs prix,,, :
- Grand Prix du Festival international du film fantastique ;
- prix de la meilleure actrice Fiction pour Margot Heckmann ;
- prix des meilleurs VFX attribué à Julien Poncet de la grave et Guillaume Krowicki.